# Lina Makboul
Lina Makboul (Suècia, 1973) és una periodista i directora de cinema sueca d'ascendència palestina.
Makboul treballa com a periodista independent, incloent en mitjans com la ràdio pública sueca. A la tardor del 1999 i a la primavera del 2000 es convertí en una de les cinc joves periodistes del programa social de SVT Fittja Paradiso. Posteriorment fou reportera de Mediemagasinet. A la primavera del 2002, fiu un reportatge sobre la representació dels immigrants als telenotícies suecs. Diversos executius de SVT intentaren persuadir a la redacció per a eliminar parts de l'entrevista a Eva Hamilton d'aquest reportatge. Fou columnista a Metro fins al febrer de 2003, quan deixà aquest mitjà de comunicació farta que li censuressin algunes publicacions.
El 2005 dirigí el llargmetratge documental Leila Khaled, Hijacker, que gira entorn a la fascinació juvenil de Makboul per l'activista política, famosa per haver segrestat avions, Leila Khaled i la seva pròpia identitat palestina. El llargmetratge s'emeté pel canal de televisió pública Sveriges Television (SVT).
Des de la tardor de 2007 treballa a Goteborg com a reportera d'investigació del programa Uppdrag granskning i des de gener de 2008 també de treballadora permanent de SVT. El seu primer reportatge, SFI - Sweden's farstu, fou emès el 12 de setembre de 2007. Entre els seus reportatges més destacats emesos a Uppdrag granskning hi ha:
- Den slutna cirkeln ("El cercle tancat"), realitzat per Henrik Bergsten i emès el 25 de març de 2015. El reportatge exposa com la manca d'habitatge per a refugiats nouvinguts ha provocat una reforma fallida del sistema. Fou candidat al Prix Europa en la categoria "Current affairs" que selecciona el millor programa de televisió d'Europa.[9]
- #metoo och Fredrik Virtanen ("#metoo i Fredrik Virtanen"), realitzat per Henrik Bergsten i emès el 30 de maig de 2018. El programa cridà molt l'atenció i fou denunciat, entre altres coses, unes 1000 vegades al Comitè de Revisió de Ràdio i Televisió.[10]